# اندلینوکس
اندلینوکس (andlinux) یک سیستم مبتنی بر اوبونتو با استفاده از هسته لینوکس است که برای اجرای یک محیط لینوکس به‌صورت بومی روی سیستم‌های ویندوز طراحی شده‌است (فقط نسخه‌های ۲۰۰۰، XP, 2003, Vista، ۷؛ ۳۲ بیتی). اندلینوکس یک FLOSS است که تحت مجوز GNU GPL منتشر می‌شود. از coLinux برای اجرای هسته، Xming برای اجرای X Window، و PulseAudio برای صدا استفاده می‌کند و این امکان را دارد که از یک نسخه سبک شده KDE یا Xfce را اجرا کند.

## معماری
| فضای کاربر   |
| هسته coLinux |

| فضای کاربر  |
| هسته ویندوز |